# مؤسسة ومركز الحسين للسرطان

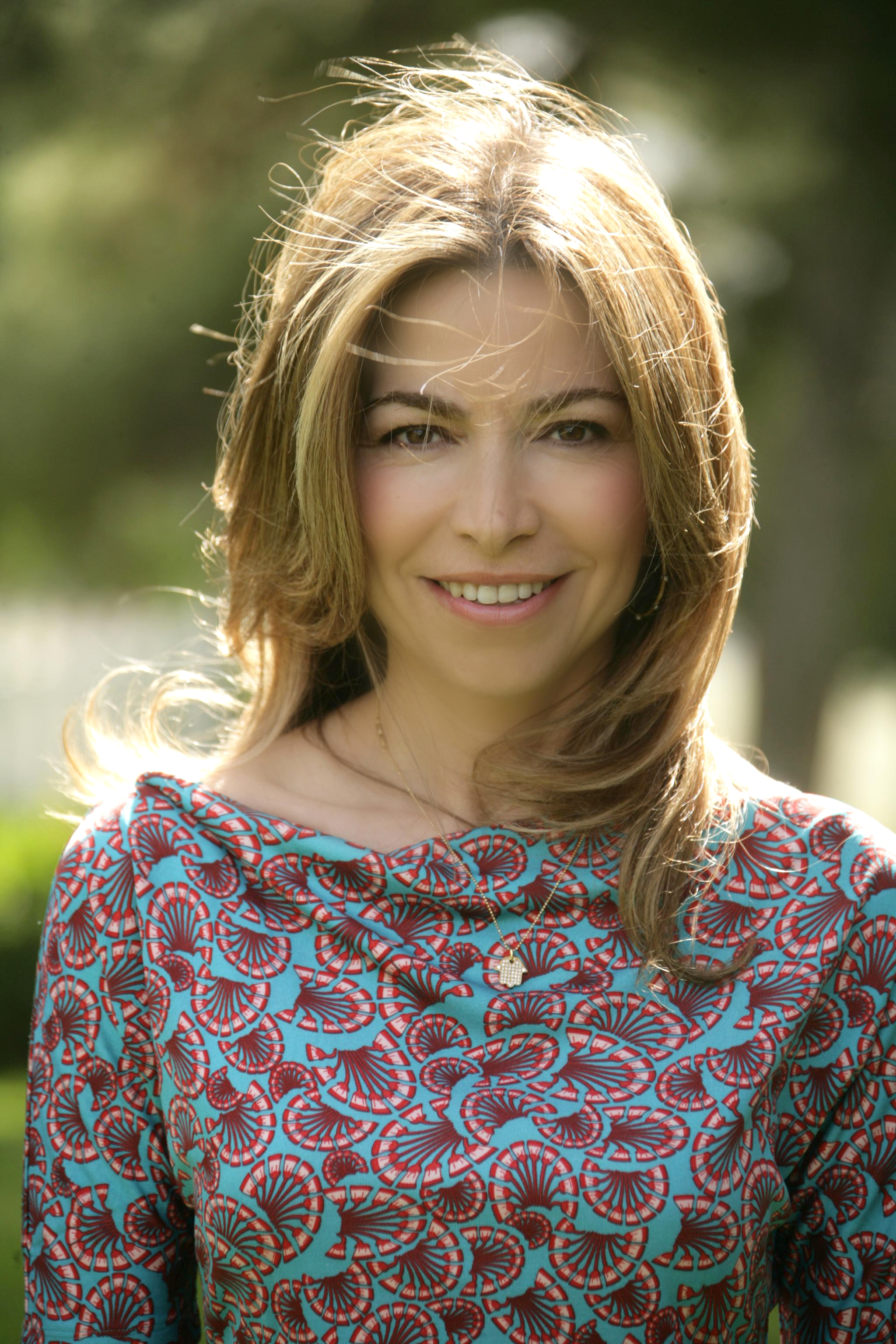
الأميرة غيداء، رئيسة هيئة أمناء مؤسسة ومركز الحسين للسرطان

مؤسسة ومركز الحسين للسرطان هي مؤسسة وطنية أردنية مستقلة غير حكومية وغير ربحية، تأسست عام 2001 بإرادة ملكيّة سامية، ترأسها الأميرة غيداء طلال. تركّز مهام المؤسسة والمركز على مكافحة مرض السرطان من خلال برامج التوعية والوقاية والكشف المبكّر، وتوفير رعاية شمولية لمرضى السرطان من الأردن والوطن العربي، بالإضافة إلى البحث والابتكار.

## الحاكمية المؤسسية
باعتبارها رئيسة هيئة أمناء مؤسسة ومركز الحسين للسرطان، ترأس الأميرة غيداء إدارة شؤون مؤسسة ومركز الحسين للسرطان مع هيئة أمناء تضمّ نخبة من المتطوعين الخبراء في المجالات الصحية والاقتصادية والمالية، حيث تشرف هيئة الأمناء على عمل "مؤسسة الحسين للسرطان" ويتضمن ذلك جمع التبرعات والتنمية وكسب التأييد، وعمل مركز الحسين للسرطان ويتضمن ذلك تقديم الرعاية الطبية الشاملة لمرضى السرطان والبحث والابتكار.

## مؤسسة الحسين للسرطان
هي أكبر مؤسسة مجتمعية في الأردن مكرّسة لمكافحة مرض السرطان. تتضمّن مهامها جمع التبرعات والتنمية، وحشد الجهود الدولية والمحلية لمكافحة مرض السرطان، وتنفيذ برامج الوقاية من مرض السرطان والكشف المبكر عنه، ودعم المرضى غير المقتدرين من خلال صناديق الخير والزكاة، وتنفيذ برامج الدعم النفسي والأكاديمي للمرضى وعائلاتهم، بالإضافة إلى توفير تأمين تكافلي اجتماعي غير ربحي "تأمين رعاية" لتغطية علاج السرطان في الأردن. تعمل المؤسسة بقيادة السيدة نسرين قطامش بصفتها المدير العام.
مؤسسة الحسين للسرطان مسجلة كهيئة مستقلة في الولايات المتحدة الأمريكية ومعفاة من الضرائب الفديرالية بموجب البند 501 (3) (C) من مدوّنة ضريبة الدخل. وهي مسجلة أيضاً كمؤسسة خيريّة في المملكة المتحدة من قِبل مفوّضيّة المؤسسات الخيريّة في إنجلترا وويلز منذ عام 2021.

### البرنامج الأردني لسرطان الثدي
برنامج وطني شامل يعمل بقيادة ودعم مؤسسة ومركز الحسين للسرطان ووزارة الصحة الأردنية. يهدف البرنامج الذي تأسس عام 2007 لخفض معدلات الوفيات الناتجة عن سرطان الثدي من خلال تقديم خدمات الكشف المبكر عن سرطان الثدي لجميع النساء في الأردن، والانتقال من تشخيص المرض في مراحله المتأخرة (الثالثة-الرابعة) إلى تشخيصه في مراحله المبكرة (صفر- الثانية) حيث تكون فرص الشفاء ومعدل النجاة أعلى وتكاليف العلاج أقل.

### تأمين رعاية ضدّ السرطان
تأمين رعاية هو تأمين تكافلي اجتماعي غير ربحي، تقوده مؤسسة الحسين للسرطان، حيث يضمن لمشتركيه العلاج حصرياً في مركز الحسين للسرطان.

## مركز الحسين للسرطان
تأسّس مركز الحسين للسرطان  عام 2001، ويحمل اسم الملك الراحل الحسين بن طلال. يوفّر المركز
```
الرعاية الشمولية المطورة لمرضى السرطان من الأطفال والكبار من جميع دول 
الشرق الأوسط
،  ويديره الدكتور 
عاصم منصور
 بصفته مديره العام.
```

تبلغ مساحة مركز الحسين للسرطان 108,700 متراً مربعاً، ويتكوّن من ثلاثة مبانٍ رئيسية هي مبنى الملك سلمان بن عبد العزيز آل سعود ومبنى الشيخ خليفة بن زايد آل نهيان ومبنى نزار النقيب. يضم 13 غرفة عمليات و36 وحدة عناية حثيثة و 352 سريراً.
يستقبل المركز قرابة 7 آلاف مريض جديد سنوياً ويصل عدد حالات الإدخال سنوياً إلى 14,000 حالة، ويراجع العيادات الخارجية قرابة 250,000 مُراجع سنوياً.
أما الكادر الطبي فيتكون من أكثر من 400 طبيب واستشاري أورام و1100 ممرض وممرضة في مجال الأورام و1500 إداري وفني واختصاصي رعاية طبية وقرابة 100 صيدلي مؤهلين لتحضير أدوية الأورام.
يتضمن المركز عدداً من المرافق المهمة، كأول بنك عام لحفظ دم الحبل السرّي، ومركز خالد شومان التعليمي، ووحدات عناية حثيثة للأطفال والبالغين، وأقسام الأشعة التشخيصية والعلاجية، وقسم العلاج الخلوي والجينوميات التطبيقية، فضلاً عن برنامج زراعة نخاع العظم.

### الاعتمادات الدولية
حصل المركز على عدّة اعتمادات دولية، تتضمن:
- اعتماد اللجنة الدولية المشتركة لاعتماد المنشآت الصحية (JCIA).[6]
- شهادة برنامج الرعاية الإكلينيكية (CCPC). مركز الحسين للسرطان هو الأول خارج الولايات المتحدة الأمريكية الحاصل على شهادة برامج الرعاية الإكلينيكية.
- اعتماد المختبرات التابعة للكلية الأمريكية لعلم الأمراض (CAP): حيث يعتبر مركز الحسين للسرطان أول مستشفى في الأردن والخامس في العالم العربي الحاصل على هذا الاعتماد.[7]
- اعتماد مجلس اعتماد المؤسسات الصحية الوطني (HCAC).
- اعتماد المركز الأمريكي لاعتماد شهادات التمريض (ANCC) يؤهل هذا الاعتماد مركز الحسين للسرطان لإجراء دورات تدريبية معتمدة من قِبَل المركز الأمريكي للاعتماد التمريضي.[8]
- اعتماد المجلس العربي للاختصاصات الصحية كمركز تدريبي لتصوير الثدي، وهو أول مركز في العالم العربي يحصل على هذا الاعتماد.
- اعتماد شهادة التميّز في التمريض (MAGNET) من مركز الاعتماد الأمريكي للتمريض (ANCC): مركز الحسين للسرطان هو أول مركز متخصص لعلاج السرطان خارج الولايات المتحدة الأمريكية يحصل على هذا الاعتماد، 8% فقط من المستشفيات في الولايات المتحدة الأمريكية، و9 مؤسسات عالمية للرعاية الصحية حاصلة على هذا الاعتماد.
- الاعتماد الدولي للأبحاث السريرية (AAHRPP): هو اعتماد من جمعية اعتماد برامج حماية الأبحاث الإنسانية، يؤكد على أن أبحاث المركز مطابقة للمعايير الدولية المتعلقة بالجودة وحماية حقوق المشاركين في الأبحاث. مركز الحسين للسرطان هو الثامن عالمياً بين الحاصلين على هذا الاعتماد.
- اعتماد مجلس اعتماد المؤسسات الصحية (HCAC) لوحدة تصوير الثدي.
- شهادة تحليل المخاطر ونقاط التحكم الخطر (HACCP).
- اعتماد جمعية القلب الأمريكية (AHA).

### الشراكات
أسس المركز شراكات استراتيجية وطبية وتعليمية وبحثية مع عددٍ من المؤسسات بهدف دعم أعماله وبرامجه.

#### الشراكات الاستراتيجية
•	المؤسسة الشقيقة: مركز "إم. دي. أندرسون" للسرطان في جامعة تكساس، الولايات المتحدة الأمريكية.
•	الشريك الاستراتيجي: مستشفى سانت جود لأبحاث سرطانات الأطفال، الولايات المتحدة الأمريكية.

#### الشراكات الطبية والتعليمية والبحثية
يقيم المركز علاقات تعاون وشراكات مع مراكز معالجة السرطان في العالم، منها:
- مستشفى الجامعة الأمريكية[11] في بيروت، لبنان.
- المعهد الوطني للسرطان[12]، الولايات المتحدة الأمريكية
- مجموعة مستشفيات ليدز التعليمية[13]، المملكة المتحدة
- مركز الأميرة مارجريت للسرطان[14]، كندا
- مؤسسة كوري الفرنسية لأبحاث السرطان
- مركز موفيت للسرطان،[15] الولايات المتحدة الأمريكية
- الاتحاد الدولي لمكافحة السرطان، سويسرا
- المركز الألماني لأبحاث السرطان، ألمانيا
- منظمة مؤسسات السرطان الأوروبية،[16] بلجيكا
- مؤسسة شامباليمو،[17] البرتغال
- الاتحاد العالمي لعلاج السرطان الموجه، فرنسا
- المنظمة الأوروبية لأبحاث وعلاج السرطان، بلجيكا
- جامعة النجاح، فلسطين
- معهد قطر لبحوث الطب الحيوي، قطر
- المعهد الوطني للسرطان[18]، مصر
- وزارة التعليم العالي، في الأردن
- الجامعة الأردنية

### التقنيات الحديثة
يواكب المركز التقنيات الحديثة في مجال علاجات السرطان ومكافحته، ومن ذلك:
- غرفة عمليات الدماغ والأعصاب: وهي مزودة بنظام ملاحي متطور يمكّن الطبيب من استئصال الورم بدقة عالية، مع المحافظة على سلامة الأنسجة المجاورة. كما يتيح النظام للأطباء نقل المريض إلى جهاز الرنين المغناطيسي المرتبط بنظام ملاحة خلال العملية، وإجراء تقييم فوري وفقا لصورة الرنين المغناطيسي، اضمان نتائج أدق مقارنة بالجراحة التقليدية.
- الجراحة الروبوتية (باستخدام الروبوت): تستخدم الجراحة عن طريق الروبوت (ذات التدخل الجراحي المحدود) أدوات دقيقة جداً للتوغل داخل الجسم. لذلك تكون الشقوق الجراحية الناتجة عن الجراحة الروبوتية صغيرة جداً، لا تزيد عن سنتيمتر واحد في معظم الحالات، ومن خلالها يتمكن الجراح من الحصول على رؤية واضحة لمكان العملية على شاشة كبيرة وإجراء اللازم دون الحاجة لفتح جرح كبير.
- التقنيات الحديثة في مجال أشعة الأورام: يضم قسم الأشعة العلاجية المتطوّر 6 مسارعات خطية (Linear Accelerators) مزودة بنظام تعقب بالأشعة (X-ray Tracking System)، بحيث يقوم بتصوير صورة رباعية الأبعاد للورم ولأعضاء المريض بدقة شديدة في تسليط الأشعة على موضع الأورام الصلبة.
- التقنيات الحديثة في تشخيص الأورام: تعمل غرف التصوير التشخيصي بتقنية سمعية بصرية (Audiovisual) حديثة، تتضمن إجراء تصوير الرنين المغناطيسي (MRI)، والتصوير المقطعي المحوسب (CT)، وجلسات العلاج الإشعاعي.
- مختبر العلاج بالخلايا والجينوم التطبيقية: يضم مختبر العلاج بالخلايا والجينوم التطبيقية المطوّر البنك العام لحفظ دم الحبل السري الأول من نوعه في الأردن، والذي  يوفر الخلايا الجذعية التي تؤدي دوراً مهماً في إنقاذ حياة مرضى اللوكيميا وأمراض الدم الأخرى. كما يجري المختبر التحاليل الجينية المتطورة التي تُمكِّن الطبيب من معرفة التركيبة الجينية الخاصة بالمريض، وبالتالي مساعدة الطبيب على اتخاذ القرار الطبي المناسب لحالة المريض.

### البحث العلمي والابتكار
يوفر مكتب الشؤون العلمية والأبحاث في المركز بيئة داعمة لمحاربة مرض السرطان، من خلال إجراء أنشطة البحث العلمي التي تساهم في تقليل معدل الوفيات، وتخفيف معاناة مرضى السرطان.

### التعليم والتدريب
يقدّم مركز الحسين للسرطان من خلال أكاديميّة التعليم والتدريب دورات للمختصّين في الرعاية الصحيّة وبرنامج الماجستير في الرعاية المعلوماتيّة وبرامج الزمالة والإقامة وبرامج الدبلوم المهني.

## جائزة الحسين لأبحاث السرطان
أطلقت المؤسسة جائزة الحسين لأبحاث السرطان عام 2020، لتُعزز جهود الأبحاث المتعلقة بالسرطان في العالم العربي على المستويين الفردي والمؤسسي، وتخليداً لذكرى الملك الحسين بن طلال.
تكرِّم الجائزة الباحثين العرب المتميزين في المجال البحثيّ، سواء الباحثين ذوي الخبرات الطويلة، أو الواعدين منهم. تهدف الجائزة إلى رفع مستوى الأبحاث العربيّة وتطويرها، من أجل فهم خصائص السرطان في المنطقة، ودراسة الجينات العربية تحديداً، لدعم جهود مواجهة السّرطان والتغلّب عليه بطرق علميّة متقدّمة.